# Rödögd duva
Rödögd duva (Streptopelia semitorquata) är en huvudsakligen afrikansk fågel i familjen duvor inom ordningen duvfåglar.

## Utseende och läte
Rödögd duva är med en kroppslängd på 32 centimeter en av de större duvorna i släktet. Den är mörkbrun med skär anstrykning och ett svart band i nacken. Ovansidan är mörkt gråbrun, buken grå och i flykten syns den rökgrå stjärten med ett brett svart band tvärs över mitten. Det röda ögat och ögonringen som gett arten dess namn kan vara svåra att se, men tydlig är däremot den skära anstrykningen på hals och bröst som kontrasterar med en vit panna. Lätet är en serie spinnande toner som på engelska ofta bokstaveras I am a Red-eyed Dove.

## Utbredning och systematik
Rödögd duva förekommer på sydvästra Arabiska halvön samt i Afrika söder om Sahara från Senegal och Mali österut till Eritrea och nordvästra Somalia, och söderut till norra Namibia, norra Botswana och Sydafrika (i syd till Västra Kapprovinsen. Arten är nära släkt med sorgduvan (Streptopelia decipiens). Den behandlas som monotypisk, det vill säga att den inte delas in i några underarter.

## Levnadssätt
Arten påträffas i tätt skogslandskap och Akacia-buskmarker nära vatten, i mer bevuxna områden än savannduvan (Streptopelia capicola). Den födosöker på marken eller i träd efter olika sorters frön, men även frukt, rötter, blommor och ibland termiter. Boet, som placeras i ett träd nästan alltid ovan vatten, är lite mer ordentligt än de närmaste släktingarnas, ibland ovanpå ett gammalt häger-, kråk- eller duvbo. Hanen samlar in bomaterial medan honan bygger boet. Båda könen ruvar de en till två något glansiga vita äggen i 14-17 dagar. Efter ytterligare 14-17 dagar är ungarna flygga och blir självständiga tre veckor senare.

## Status och hot
Arten har ett stort utbredningsområde, men tros minska i antal, dock inte tillräckligt kraftigt för att den ska betraktas som hotad. Internationella naturvårdsunionen IUCN listar arten som livskraftig (LC).  Världspopulationen har inte uppskattats men den beskrivs som vanlig eller mycket vanlig.